# Marlene Schmidt
Marlene Schmidt (Breslau, 11 de noviembre de 1937) es una actriz y modelo alemana. Fue la ganadora de Miss Universo en 1961, siendo la primera y única mujer alemana en obtener el título.

## Biografía
Schmidt nació el 11 de noviembre de 1937, en la ciudad de Breslau en Alemania. Actualmente es la ciudad de Wrocław en Polonia. Fue criada en Alemania Oriental y obtuvo una maestría en la Ingeniería. En el año 1960, ella y su familia se mudan hacia Alemania Occidental. 

## Miss Universo 1961
Representó a Alemania en el décimo certamen de Miss Universo que fue realizado el 15 de julio de 1961 en Miami Beach Auditorium, en Miami, Estados Unidos, en donde al final del evento fue nombrada como Ganadora y fue coronada por la reina saliente estadounidense Linda Bement, Miss Universo 1960.

## Vida privada
Actualmente vive en la ciudad de Saarbrücken, Alemania.
| Predecesor: Linda Bement Estados Unidos | Miss Universo 1961 | Sucesor: Norma Nolan Argentina |